# Kim Tae-seong
Dans ce nom coréen, le nom de famille, Kim, précède le nom personnel.
Pour les articles homonymes, voir Kim.
Kim Tae-seong (hangeul : 김태성) est un compositeur de film et de télévision sud-coréen, né le 4 août 1979.

## Filmographie

### Longs métrages
- 2004 : Au Revoir, UFO (안녕!유에프오) de Kim Jin-min
- 2006 : A Millionaire's First Love (백만장자의 첫사랑) de Kim Tae-gyoon
- 2006 : One Shining Day (눈부신 하루) de Kim Jong-kwan, Kim Seong-ho et Min Dong-hyeon
- 2008 : A Tale of Legendary Libido (가루지기) de Sin Han-sol
- 2008 : Crossing (크로싱) de Kim Tae-gyoon
- 2008 : The Accidental Gangster and the Mistaken Courtesan (1724 기방난동사건) de Yeo Kyun-dong
- 2009 : More Than Blue (슬픔보다 더 슬픈 이야기) de Won Tae-yeon
- 2010 : Eighteen (회오리 바람) de Jang Kun-jae
- 2010 : Bedevilled (김복남 살인사건의 전말) de Jang Cheol-soo
- 2010 : Cyrano Agency (시라노; 연애조작단) de Kim Hyun-seok
- 2010 : Come, Closer (조금만 더 가까이) de Kim Jong-kwan
- 2011 : The Apprehenders (체포왕) de Lim Chan-ik
- 2011 : War of the Arrows (최종병기 활) de Kim Han-min
- 2011 : S.I.U. (특수본) de Hwang Byung-gook
- 2011 : Perfect Game (퍼펙트 게임) de Park Hee-gon
- 2012 : As One (코리아) de Moon Hyeon-seong
- 2012 : The Grand Heist (바람과 함께 사라지다) de Kim Joo-ho
- 2012 : Ghost Sweepers (점쟁이들) de Sin Jeong-won
- 2012 : The Tower (타워) de Kim Ji-hoon
- 2013 : Cheer Up Mr. Lee (힘내세요, 병헌씨) de Lee Byeong-heon
- 2013 : Pandémie (감기) de Kim Seong-su
- 2013 : Steel Cold Winter (소녀) de Choi Jin-seong
- 2013 : Black Gospel (블랙가스펠) de hisMT Ministry
- 2013 : Precious Love (완전 소중한 사랑) de Kim Jin-min
- 2014 : Apostle (신이 보낸 사람) de Kim Jin-moo
- 2014 : Innocent Thing (가시) de Kim Tae-gyun
- 2014 : A cappella (한공주) de Lee Su-jin
- 2014 : The Admiral: Roaring Currents (명량-회오리바다) de Kim Han-min
- 2015 : Granny's Got Talent (헬머니) de Sin Han-sol
- 2015 : Twenty (스물) de Lee Byeong-heon
- 2015 : Office (오피스) de Hong Won-chan
- 2015 : The Priests (검은 사제들) de Jang Jae-hyeon
- 2015 : The Sound of a Flower (도리화가) de Lee Jong-pil
- 2016 : Mood of the Day (그날의 분위기) de Jo Kyoo-jang
- 2016 : Phantom Detective (탐정 홍길동: 사라진 마을) de Jo Sung-hee
- 2016 : Bad Sister (연애의 발동 : 상해 여자, 부산 남자) de Kim Tae-gyoon
- 2016 : The Hunt (사냥) de Lee Woo-cheol
- 2016 : Familyhood (굿바이 싱글) de Kim Tae-gon
- 2016 : My Annoying Brother (형) de Kwon Soo-kyeong
- 2017 : The King's Case Note (임금님의 사건수첩) de Moon Hyeon-seong
- 2017 : Fabricated City (조작된 도시) de Park Kwang-hyun
- 2017 : Steel Rain (강철비) de Yang Woo-seok
- 2017 : 1987: When the Day Comes (1987) de Jang Joon-hwan
- 2018 : Golden Slumber (골든 슬럼버) de Noh Dong-seok
- 2018 : What a Man Wants (바람바람바람) de Lee Byeong-heon
- 2018 : Default (국가부도의 날) de Choi Kook-hee
- 2019 : Extreme Job (극한직업) de Lee Byeong-heon
- 2019 : Svaha: The Sixth Finger (사바하) de Jang Jae-hyeon
- 2019 : Idol (우상) de Lee Su-jin
- 2019 : Goodbye Summer (굿바이 썸머) de Park Juyoung
- 2019 : Crazy Romance (가장 보통의 연애) de Kim Han-gyul
- 2020 : Hotel Lake (호텔 레이크) de Yoon Eun-kyung
- 2020 : #Alive (#살아있다) de Cho Il-hyeong
- 2020 : Steel Rain 2: Summit (강철비2: 정상회담) de Yang Woo-seok
- 2020 : Stone Skipping (돌멩이) de Kim Jung-sik
- 2021 : Space Sweepers (승리호) de Jo Sung-hee
- 2022 : The Roundup
- 2022 : Hansan : La Bataille du dragon (한산: 용의 출현) de Kim Han-min
- 2024 : Exhuma (파묘) de Jang Jae-hyeon
- 2024 : Piège en altitude (하이재킹) de Kim Sung-han
- 2025 : Dark Nuns (검은 수녀들) de Kwon Hyeok-jae

### Séries télévisées
- 2013 : She Is Wow (우와한 녀)
- 2014 : Emergency Couple (응급남녀)
- 2016 : Squad 38 (38사기동대)
- 2018 : Bad Guys 2 (나쁜 녀석들: 악의 도시)
- 2018 : The Guest (손)
- 2025 : The Manipulated (조각도시)

## Distinctions
| Année | Prix                                            | Categorie         | Titre                         | Résultat | Réf.  |
| ----- | ----------------------------------------------- | ----------------- | ----------------------------- | -------- | ----- |
| 2008  | 28e Korean Association of Film Critics Awards   | Meilleure musique | Crossing                      | Oui      |       |
| 2008  | 16e Chunsa Film Art Awards                      | Meilleure musique | Crossing                      | Oui      |       |
| 2010  | 31e Blue Dragon Film Awards                     | Meilleure musique | Cyrano Agency                 | Éliminé  |       |
| 2011  | 32e Blue Dragon Film Awards                     | Meilleure musique | War of the Arrows             | Éliminé  |       |
| 2014  | 23e Buil Film Awards                            | Meilleure musique | The Admiral: Roaring Currents | Éliminé  |       |
| 2014  | 35e Blue Dragon Film Awards                     | Meilleure musique | The Admiral: Roaring Currents | Éliminé  |       |
| 2014  | 51e Grand Bell Awards                           | Meilleure musique | The Admiral: Roaring Currents | Éliminé  |       |
| 2016  | 37e Blue Dragon Film Awards                     | Meilleure musique | The Priests                   | Éliminé  | [ 1 ] |
| 2018  | 14e Jecheon International Music & Film Festival | JIMFF OST         | 1987: When the Day Comes      | Oui      | [ 2 ] |
| 2018  | 27e Buil Film Awards                            | Meilleure musique | 1987: When the Day Comes      | Éliminé  | [ 3 ] |
| 2018  | 55e Grand Bell Awards                           | Meilleure musique | 1987: When the Day Comes      | Éliminé  | [ 4 ] |
| 2018  | 38e Korean Association of Film Critics Awards   | Meilleure musique | 1987: When the Day Comes      | Oui      | [ 5 ] |